# 恰耶爾漢
恰耶爾漢是土耳其的城鎮，由安卡拉省負責管轄，位於該國北部，距離首府安卡拉126公里，海拔高度500米，主要經濟活動是農業和畜牧業，2011年人口9,039。